# Rubicon (Nieuw-Zeelandse band)
Rubicon was een Nieuw-Zeelandse punkband die vooral bekend was vanwege hun singles Bruce en Funny Boy uit de vroege jaren 2000.

## Bezetting
- Paul Reid (drums, basgitaar, zang)
- Gene Bennett (gitaar, zang)
- Jon Corker[3] (basgitaar, drums)
- Scott Zant (basgitaar, zang)
- Frank Zumo (gitaar, zang)

## Geschiedenis
Rubicon werd opgericht in 1999 in Auckland door drummer/bassist/zanger Paul Reid. Hij had eerder gedrumd met Loves Ugly Children en The D4 en speelde ook Marshall Heywood in de Nieuw-Zeelandse tv-soap Shortland Street. Reid werd vergezeld door zijn schoolvrienden, gitarist/zanger Gene Bennett en bassist/drummer Jon Corker. Het trio trok voor het eerst de aandacht met hun nummer California, dat tweede was geworden in een demowedstrijd van het radiostation 96.1 in Auckland. Dit leidde tot een contract met Wildside Records, inclusief distributie in Nieuw-Zeeland, Australië en Japan.
De band bracht in 2001 de single Funny Boy uit, die #46 bereikte in de Nieuw-Zeelandse hitlijsten, gevolgd door de single Bruce in 2002, die op #22 kwam. Het debuutalbum Primary van de band kwam uit in 2002 en stond op #16. Rubicon ontving 10 NZ On Air-beurzen van $5000 voor de productie van muziekvideo's en een subsidie van $50.000 voor de opname van Primary. In 2004 verlieten Bennet en Corker de band om hun eigen muzikale richting te volgen, waarbij Reid naar Los Angeles verhuisde. De New Yorkse muzikanten Scott Zant en Frank Zumo voegden zich bij de band, met Reid op gitaar en zang. In 2005 bracht de band hun tweede album The Way It Was Meant To Be uit, maar het kende niet dezelfde populariteit als Primary. Tegen 2006 werd Rubicon ontbonden en Reid keerde terug naar Nieuw-Zeeland en lanceerde de inmiddels ter ziele gegane webdirectory The Thing, vergelijkbaar met Craigslist. Met ingang van 2012 is Reid directeur van vastgoedbedrijf Iconicity in Auckland.

## Discografie

### Singles
- 2000:	The Captain
- 2001:	Funny Boy
- 2002:	Bruce
- 2002: Happy Song
- 2002: Yeah Yeah (Rockstar)
- 2003: Energy Levels
- 2003: Rubicon City
- 2005:	Mother Mother
- 2006:	Doin' Just Fine Without U

### Albums
- 2002:	Primary (Wildside Records)
- 2005:	The Way It Was Meant To Be (Wildside Records)